# Chan Wing-Wah
Chan Wing-Wah (født 2. februar 1954 i Hong Kong, Kina) er en kinesisk komponist, lærer og dirigent.
Wing-Wah studerede komposition på det Kinesiske Universitet i Hong Kong og Trinity College of Music i London, samt Toronto Universitet. Han deltog også på kompositions og direktionskurser i Darmstadt. Wing-Wah har skrevet 10 symfonier ,orkesterværker, kammermusik, balletmusik, korværker, vokalmusik, filmmusik etc. Han har virket som leder af Komponistforeningen i Hong Kong, og underviser i komposition og er aktiv som freelance komponist og dirigent. Wing-Wah er nok mest kendt som symfoniker og filmkomponist.

## Udvalgte værker
- Symfoni nr. 1 (1979) - for orkester
- Symfoni nr. 2 (1981) - for pipa og orkester
- Symfoni nr. 3 (1985) - for orkester
- Symfoni nr. 4 "Te Deum" (1985) - for sangsolist, kor og orkester
- Symfoni nr. 5 "De tre kongeriger" (1995) - for dobbelt orkester
- Symfoni nr. 6 "Genforening" (1996) - for orkester
- Symfoni nr. 7 "Den store mur" (2004) - for kinesisk orkester
- Symfoni nr. 8 "Dette grænseløse land" (2007) - for orgel, kor og orkester
- Symfoni nr. 9 Velvillighed og stor harmoni (2019) - for orkester
- Symfoni nr. 10 "Forår og efterår" (2022) - for orkester